# Nikolaj Završnik
Nikolaj Završnik, slovenski častnik, * 20. september 1958.
polkovnik Završnik je upokojeni pripadnik SV.

## Vojaška kariera
- Vojaška nakademija 1977 do 1981
- poveljnik voda in inženirske čete 1981 do 1991
- pomočnik za inženirstvo in diverzantstvo v 6.PŠTO (1991 do 1997)
- pomočnik za operativne zadeve v 2.OPP Postojna 1998 do 2001
- načelnik operative v UC Vipava 2001 do 2003
- načelnik učnega oddelka v PS SV (2004 do 2007)
- višji častnik za usposabljanje v GŠSV - sektor J-7 (2007 do 2013)
- udeleženec misije KFOR - Kosovo (2008-2009)
- poveljnik kontingenta SV na Allied Effort 2001 (november 2001) in udeleženec številnih mednarodnih vojaških vaj zveze NATO

## Odlikovanja in priznanja
- znak Zvest Sloveniji (29. 11. 1993)
- bronasta medalja SV (2. 5. 1995)
- Zlata listina Albina Mlakarja (18. 12. 2003)
- bronasta medalja generala Maistra (14. maj 2001)
- srebrna medalja generala Maistra (15. 5. 2008)
- znak predsedovanje EU (3. 7. 2008)
- srebrni red za zasluge na vojaškem oz. varnostnem področju (26. 5. 2008)
- medalja NGŠSV (14. 5. 2010)
- srebrna medalja PDRIU (22. 11. 2011)
- Zlata medalja generala Maistra (14. 5. 2013)
- zlata plaketa ZSČ (25. 1. 2017)